# Узо

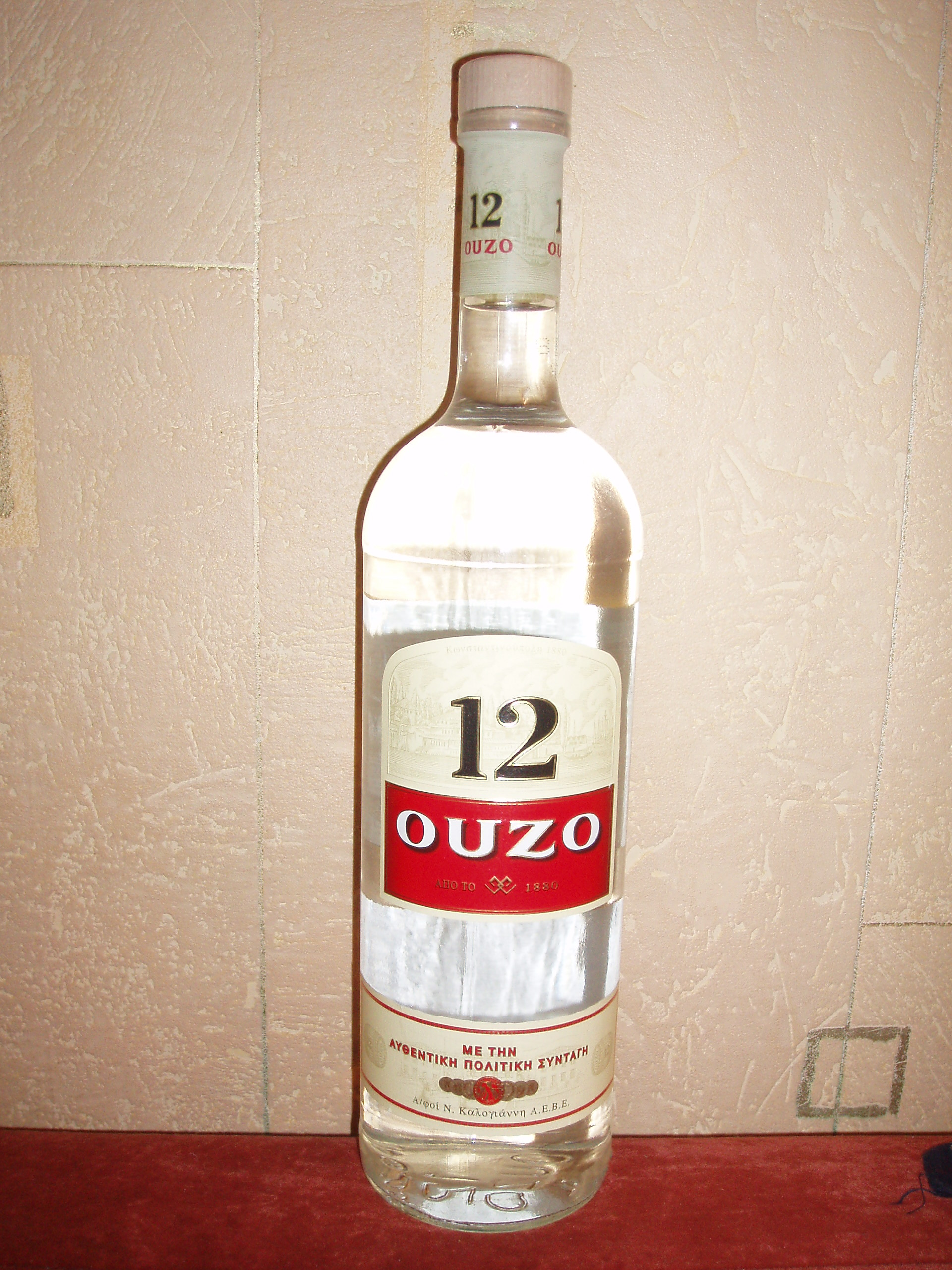

Узо (грец. Ούζο) — традиційна грецька горілка з додаванням анісу, є продуктом дистиляції винограду і бродіння різних інших солодких фруктів, який потім наповнювали смаком насіння анісу, смолою мастикових дерев та різними травами. Вміст спирту — 45%.
Назва «Узо» зареєстрована як грецька у 1989 і напій може вироблятися та носити таку назву тільки в Греції. Райони давніх традицій виробництва напою — це Лесбос, Тирнавос і Каламата. Найкращими виробниками узо є «Giokarinis» та «Parianos».
У Греції узо п'ють з льодом або розбавляють водою, вживаючи разом із традиційними грецькими закусками: оливками, дольками помідорів, огірків, тарамосалатою та восьминогами.
Подібні алкогольні напої існують і в інших країнах: у Туреччині — ракі, Франції — пастіс, Італії — самбука, Болгарії — мастика тощо.